# Ковалёв, Виктор Иванович
Виктор Иванович Ковалёв (1927—2008) — советский партийный, хозяйственный и государственный деятель. Председатель Шахтинского исполкома городского Совета народных депутатов (1977—1987). Почётный гражданин города Шахты (2002).

## Биография
Родился 26 июля 1927 года в городе Шахты в семье шахтера. В 1942 году в период Великой Отечественной войны В. И. Ковалёв закончил семь классов Шахтинской средней школы. 
С 5 мая 1943 года призван в ряды Рабоче-Крестьянской Красной армии и направлен в действующую армию, участник Великой Отечественной войны в составе  164-го управления военной торговли 4-го Украинского фронта, вольнонаёмный-экспедитор. В 1945 году был ранен. За участие в войне был награждён Орденом Отечественной войны 1-й степени и Медалью «За боевые заслуги».
С 1945 года после демобилизации из рядов Советской армии, В. И. Ковалёв был направлен в Украинскую ССР и начал работать по линии городских комсомольских и партийных органов в городах Закарпатской области. С 1954 года был назначен пропагандистом Артемовского районного комитета КПСС города Шахты, Ростовской области. С 1954 по 1958 годы обучался в Ростовской Вышей партийной школе. С 1958 года начал работать  проходчиком на шахте имени Комсомольской правды, с 1959 по 1963 годы был избран    — секретарём партийных комитетов в шахтах «Глубокая» и имени Комсомольской правды. 
С 1963 по 1968 годы  был назначен — председателем исполкома Артемовского районного Совета народных депутатов. С 1968 по 1977 годы избирался — первым секретарём Артемовского райкома КПСС.
С 1977 по 1987 годы В. И. Ковалёв избирался — председателем исполкома Шахтинского городского Совета народных депутатов, под его руководством и при   непосредственном участии проходило строительство и пуск самого крупного хлопчатобумажного предприятия в Европе — Шахтинского хлопчатобумажного комбината, реконструкция Шахтинской ГТЭС, занимался строительством жилого и социального фонда и очистных сооружений в городе Шахты.
С 1987 год  вышел на заслуженный отдых став персональным пенсионером союзного значения.
23 мая 2002 года «за многолетний и добросовестный труд и большой личный вклад в социально-экономическое развитие Ростовской области» В. И. Ковалёв был удостоен почётного звания — Почётный гражданин города Шахты.
Скончался 14 сентября 2008 года в городе Шахты Ростовской области.

Могила Ковалёва на Центральном кладбище города Шахты Ростовской области.

## Награды
- Орден Отечественной войны I степени (06.04.1985[2])
- Орден Трудового Красного Знамени
- Орден Дружбы народов
- Орден Знак Почёта
- Медаль «За боевые заслуги» (20.02.1945[3])
- Медаль «За победу над Германией в Великой Отечественной войне 1941—1945 гг.»

### Звание
- Почётный гражданин города Шахты (№220 от 23.05.2002[4]